# Lucia Zorzi
Lucia Zorzi (Treviso, 10 dicembre 1961) è un'autrice televisiva, regista televisiva e giornalista italiana.

## Biografia
Laureata in Lingue e Letterature Straniere presso l'Università degli Studi di Venezia - Ca' Foscari, è giornalista professionista dal 1993. Nel 2011 è diventata counselor filosofico per la Sicof (Società Italiana di Counseling Filosofico). Ha pubblicato libri di viaggio (Taccuini d'Irlanda, Lapponia: Taccuini Sami) e un diario della sua attività come regista per Quelli che il calcio, Retrovisioni: Diario Tv.
Lavora per la tv dal 1990 dove è stata autrice e regista per numerosi programmi televisivi. Nel 2001 ha realizzato come regista e sceneggiatrice il documentario prodotto dalla Controcampo Lapponia: Sentieri del Vento, versione italiana trasmessa da Geo&Geo.
Dal 2020 è giornalista presso il Telegiornale Regionale del Veneto.

## Televisione
- Italiasi![3]
- Rai Italia
- Voyager
- Agorà Estate
- 2 Next- Economia e Futuro
- Italialand
- Le invasioni barbariche
- In Onda
- Il Testimone MTV
- Scalo 76
- Victor Victoria
- Severgnini alle 10
- Sky TG24
- Quelli che il calcio
- Markette
- Destinazione Sanremo
- Sanremo 2000 e 2001
- La Festa della Mamma
- Mi manda Lubrano

## Opere
- Lucia Zorzi, Lapponia: Taccuini Sami, Todaro Editore, Lugano, 2000
- Lucia Zorzi ed Emilio Tadini, Retrovisioni: Diario Tv, Esedra, Padova, 1998
- Lucia Zorzi, Taccuini d’Irlanda, Todaro Editore, Lugano, 1998
- Lucia Zorzi e Luigi Chiereghin, Poesie, Edizioni Del Leone, Venezia, 1995